# Ciudad Jardín (estación)
Ciudad Jardín es una estación del Tren Ligero de la Ciudad de México de tipo superficial. El nombre proviene de la colonia donde se encuentra la estación. El logo de esta estación es la forma estilizada de un bloque de apartamentos de la Unidad Habitacional Tlalpan en la colonia El Centinela.

## Rehabilitación y Mantenimiento Mayor
La estación se encuentra fuera de servicio desde el 1 de julio de 2019, debido a que se realizará una rehabilitación mayor del sistema, ya que se hará el cambio de vías que han permanecido desde a mediados de la década de 1890, cuando eran usados para la extinta ruta de tranviás que recorrían lo que hoy es el Tren Ligero. Se espera que las obras terminen al 100% el día 31 de diciembre de 2019.